# Courant des Aiguilles
Ne doit pas être confondu avec Gyre de l'océan Indien.

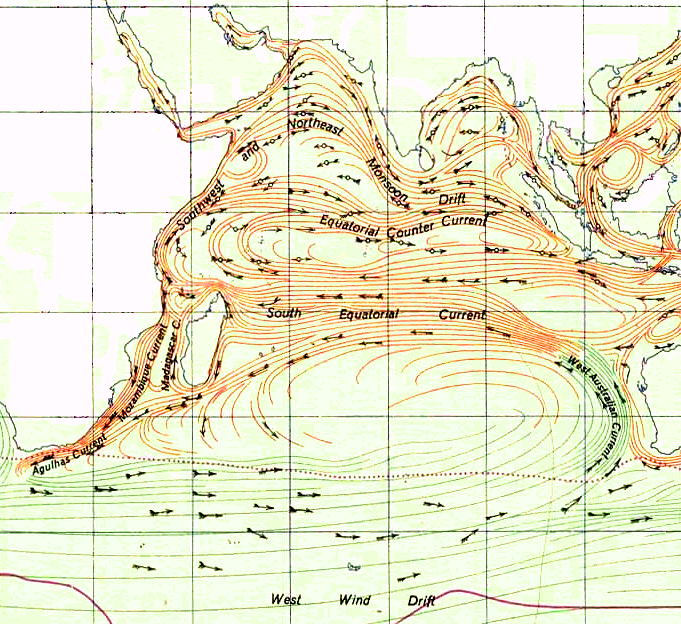
Carte du gyre de l'océan Indien. Le courant des Aiguilles est situé sur la gauche de la carte, le long de l'extrême sud-est du continent africain.

Le courant des Aiguilles est un courant marin de l'océan Indien. Il tire son nom du cap sud-africain des Aiguilles.
Il semble s'être renforcé depuis le début du XXe siècle, peut-être en lien avec les dérèglements climatiques attendus à la suite de l'augmentation des émissions de gaz à effet de serre dans l'atmosphère.

## Localisation
Le courant des Aiguilles s'écoule le long de la côte est sud-africaine, vers le sud-ouest. Il subit ensuite au large de l'Afrique du Sud, au sud-ouest de la ville du Cap, une rétroflexion vers l'est pour former le courant de retour des Aiguilles, recirculant dans l'océan Indien.

## Caractéristiques
Le courant des Aiguilles est l'un des courants de surface les plus forts et les plus réguliers que l'on connaisse. Il subit peu de variations de volume[pas clair] au cours de l'année et sa vitesse maximum est supérieure à 5 km/h. Sa rétroflexion est causée par la rencontre de courants plus froids dans l'océan Atlantique, à l'ouest (courants de Benguela et circumpolaire antarctique).

## Effets
La rencontre du courant des Aiguilles avec les courants plus froids de l'Atlantique sud provoque de vastes tourbillons dans le sud de l'Atlantique. Ce mécanisme induit et contrôle les proportions d'un certain retour d'eau chaude de l'océan Indien et d'eau froide polaire vers l'océan Atlantique.
La rétroflexion de ce courant crée un mélange de masses d'eaux chaudes et froides expliquant l'agitation permanente de la mer dans ces parages ; les vents d'ouest, souvent très puissants, s'opposent à la direction principale du courant marin de surface en entretenant une houle et des vagues atteignant des hauteurs impressionnantes, à l'origine de nombreux naufrages.
Ceci se traduit plus globalement par :
- un phénomène cyclique (cycle trimestriel) de formation de vastes et puissants tourbillons (de plusieurs centaines de kilomètres de diamètre chacun), dans une zone dite "Anneau des Aiguilles". Ces tourbillons contribuent au mélange des couches plus ou moins froides et salées, tout en contribuant à leur oxygénation. Ces courants et tourbillons ou « gyres » imposent aussi aux déchets flottants en surface ou entre deux eaux et à certains polluants un cheminement cyclique et des zones de concentration de déchets ;
- une circulation d'eau chaude et plus salée[2] de l'océan Indien vers l'Atlantique.

Actuellement, le courant des Aiguilles est la principale source de chaleur mais aussi de sel pour la branche de surface du courant Atlantique « MOC » ('meridional overturning circulation'), ce qui le fait interagir avec le Gulf Stream et le climat global.

## Modifications anthropiques?
Le courant des Aiguilles joue un rôle crucial dans la circulation thermohaline océanique globale, dont il serait un des moteurs. 

Il influe donc sur l'évolution du climat à moyen et long terme, et sur les systèmes écologiques marins qui y sont liés, affectant probablement secondairement les ressources halieutiques et les capacités de puits de carbone des océans. 
Selon les données disponibles, depuis le milieu des années 1970, on observe un déplacement de cet anneau de courant, qui semble lié à des activités de forçage anthropogénique du climat.

L'hypothèse de modifications importantes en cours modifiant la « MOC » été confirmée par :
- des preuves paléoclimatiques : dans le passé, lors des périodes glaciaires-interglaciaires, des modifications significatives de ce courant (changements de latitude dans l'hémisphère sud) ont toujours été corrélées avec des variations des assemblages de populations de foraminifères [2] ;
- les modèles climatiques :  selon un modèle à haute résolution présenté en 2009 dans la revue Nature, le transport des eaux de l'océan Indien vers l'Atlantique Sud a bien augmenté au cours des dernières décennies. Et ce serait une réponse au changement dans le forçage des zones de vents d'ouest (qui tendent à se décaler vers le pôle sud) ;
- des mesures historiques faites ailleurs qu'en Amérique du Sud ; elles suggèrent que les autres eaux de l'océan Indien ont effectivement bien commencé à s'engager dans l'Atlantique Nord, avec des implications potentielles pour l'évolution future des courants de l'Atlantique Sud, via la « MOC » [2].

Conséquences :
- Le déplacement de la ceinture de vents dominants d'ouest (vers le sud) a contribué à élargir le « couloir marin » qui au sud de l'Afrique permet à l'eau de l'océan Indien d'entrer dans l'Atlantique.
- Les perspectives climatiques laissent penser que ce forçage pourrait s'accroître dans le futur, avec un déplacement accru de masses d'eau froides qui saliniseront les eaux de la thermocline de l'Atlantique Sud.
- Des modifications planctoniques et de la faune marine à attendre.
- Des effets différés sur le climat européen littoral : tout en participant au dérèglement climatique, cette remontée de sel pourrait provisoirement et paradoxalement - provisoirement au moins et dans une certaine mesure - stabiliser le Gulf Stream (en diminuant l'accentuation des précipitations et la fonte des glaces polaires).

De nouvelles simulations numériques et des études in situ sont encore nécessaires pour prédire durant combien de temps et dans quelle mesure et où les changements observés dans le courant des Aiguilles pourraient plus ou moins limiter si ce n'est compenser le réchauffement du climat dans la zone de l'Atlantique Nord irriguée par le Gulf stream (façade ouest européenne).